# Архиепархия Монтеррея
Архиепархия Монтеррея (лат. Archidioecesis Monterreyensis) — архиепархия Римско-католической церкви с центром в городе Монтеррей, Мексика. В митрополию Монтеррея входят епархии Сьюдад-Виктории, Линареса, Матамороса, Нуэво-Ларедо, Пьедрас-Неграса, Сальтильо, Тампико. Кафедральным собором архиепархии Монтеррея является церковь Непорочного зачатия Пресвятой Девы Марии.

## История
15 декабря 1777 года Римский папа Пий VI издал буллу Relata simper, которой учредил епархию Линареса — Нуэво-Леона, выделив её из епархии Мичокоана (сегодня — Архиепархия Морелии).
В 1939 году и 13 августа 1861 года епархия Линареса-Нуэво-Леона передала часть своей территории новой Апостольской префектуре Техаса (сегодня — Архиепархия Галвестон-Хьюстона) и апостольскому викариату Тамаупалиса (сегодня — Епархия Тампико). 26 января 1863 года епархия Линареса-Нуэво-Леона вступила в митрополию Гвадалахары.
23 июня 1891 года епархия Линареса-Нуэво-Леона передала часть своей территории епархии Сальтильо и была возведена в ранг архиепархии.
9 июня 1922 года архиепархия Линареса-Нуэво-Леона была переименована в архиепархию Монтеррея.
30 апреля 1962 года и 6 ноября 1989 года архиепархия Монтеррея передала часть своей территории новым епархиям Линареса и Нуэво-Ларедо.

## Ординарии архиепархии
- епископ Juan Antonio de Jesús Sacedón Sánchez (1778 — 1779);
- епископ Rafael José Verger y Suau (1782 — 1790);
- епископ Andrés Ambrosio de Llanos y Valdés (1791 — 1799);
- епископ Primo Feliciano Marín y Porras (1801 — 1815);
- епископ José Ignacio de Arancibia y Hormaguei (1817 — 1821);
- епископ José María de Jesús Belaunzarán y Ureña (1831 — 1839);
- епископ Salvador de Apodaca y Loreto (1842 — 1844);
- епископ Francisco de Paula Verea y González (1853 — 1879);
- епископ Jose Maria Ignacio Montes de Oca y Obregón (1879 — 1884);
- епископ Blasius Enciso (1884 — 1885);
- епископ Jacinto López y Romo (1886 — 1891);
- архиепископ Jacinto López y Romo (1891 — 1899);
- архиепископ Santiago de los Santos Garza Zambrano (1900 — 1907);
- архиепископ Leopoldo Ruiz y Flóres (1907 — 1911);
- архиепископ Francisco Plancarte y Navarrette (1911 — 1920);
- архиепископ José Juan de Jésus Herrera y Piña (1921 — 1927);
- архиепископ José Guadalupe Ortíz y López (1929 — 1940);
- архиепископ Guillermo Tritschler y Córdoba (1941 — 1952);
- архиепископ Alfonso Espino y Silva (1952 — 1976);
- архиепископ José de Jesús Tirado Pedraza (1976 — 1983);
- кардинал Адольфо Антонио Суарес Ривера (1983 — 2003);
- кардинал Франсиско Роблес Ортега (2003 — 7.12.2011), назначен архиепископом Гвадалахары;
- архиепископ Рохелио Кабрера Лопес (3.10.2012 — по настоящее время).

## Источник
- Annuario Pontificio, Libreria Editrice Vaticana, Città del Vaticano, 2003, ISBN 88-209-7422-3
- Булла Relata semper, Bullarii romani continuatio, т. VI, Parte I, Prato 1843, стр. 464—473  (лат.)